# Epsilon Indi
Epsilon Indi (ε Indi, ε Ind) là một hệ sao cách Trái Đất khoảng 12 năm ánh sáng, trong chòm sao Ấn Đệ An bao gồm một sao dãy chính loại K là ε Indi A và hai sao lùn nâu là ε Indi Ba và ε Indi Bb, trong một quỹ đạo rộng xung quanh nó. Các sao lùn nâu được phát hiện vào năm 2003. ε Indi Ba là một sao lùn T sớm (T1) và ε Indi Bb một sao lùn T muộn (T6) cách nhau khoảng cách là 0,6 giây cung, tương đương khoảng cách dự kiến là 1.460 AU từ ngôi sao chính của chúng.
ε Indi A có một hành tinh đã biết là ε Indi Ab, với khối lượng 2,7 khối lượng Sao Mộc trong quỹ đạo gần tròn với chu kỳ quỹ đạo khoảng 45 năm. ε Indi Ab là ngoại hành tinh kiểu Sao Mộc gần nhất đã biết. Hệ thống ε Indi cung cấp một trường hợp chuẩn mực cho nghiên cứu sự hình thành của các sao khổng lồ khí và sao lùn nâu.

## Quan sát
Chòm sao Ấn Đệ An (người Anh Điêng) xuất hiện lần đầu tiên trong tập bản đồ thiên văn Uranometria của Johann Bayer năm 1603. Bản đồ sao Uranographia năm 1801 của nhà thiên văn học người Đức Johann Elert Bode đặt ε Indi là một trong những mũi tên nắm trong tay trái của Ấn Đệ An.
Năm 1847, Heinrich Louis d'Arrest so sánh vị trí của ngôi sao này trong một vài danh lục có niên đại từ năm 1750, và phát hiện ra rằng nó có một chuyển động riêng có thể đo đạc được. Điều đó có nghĩa là ông nhận thấy rằng ngôi sao này đã thay đổi vị trí trên thiên cầu theo thời gian. Năm 1882–1823, thị sai của ε Indi được các nhà thiên văn học David Gill và William L. Elkin đo đạc tại mũi Hảo Vọng. Họ suy ra ước tính giá trị thị sai là 0,22 ± 0,03 giây cung. Năm 1923, Harlow Shapley thuộc Đài thiên văn Harvard suy ra giá trị thị sai là 0,45 giây cung.
Trong dự án Ozma năm 1960, ngôi sao này đã được kiểm tra các tín hiệu vô tuyến nhân tạo, nhưng người ta đã không tìm thấy bất kỳ tín hiệu nào. Năm 1972, vệ tinh Copernicus được sử dụng để kiểm tra ngôi sao này nhằm phát hiện phát xạ tín hiệu laser cực tím. Một lần nữa, kết quả là không có. ε Indi đứng đầu một danh sách được Margaret Turnbull và Jill Tarter thuộc Viện Carnegie ở Washington, D.C. biên soạn, với 17.129 ngôi sao cận kề có khả năng có hành tinh có thể hỗ trợ sự sống phức tạp.
Ngôi sao này nằm trong số năm mô hình cận kề, như là sao loại K thuộc kiểu nằm trong 'điểm hấp dẫn' giữa các sao tương tự như Mặt Trời và các sao loại M về khả năng có sự sống tiến hóa, theo như phân tích của Giada Arney từ Trung tâm Du hành Vũ trụ Goddard của NASA.

## Đặc điểm
ε Indi A là một sao dãy chính thuộc loại phổ K4.5V. Ngôi sao này có khối lượng cỡ ba phần tư khối lượng Mặt Trời. Lực hấp dẫn bề mặt của nó cao hơn một chút so với Mặt Trời. Độ kim loại của một ngôi sao là tỷ lệ các nguyên tố có số nguyên tử cao hơn heli, thường được biểu diễn bằng tỷ lệ sắt trên hydro so với cùng tỷ lệ này của Mặt Trời; ε Indi A được tìm thấy là có khoảng 87% tỷ lệ sắt của Mặt Trời trong quang quyển của nó.
Tinh miện của ε Indi A tương tự như của Mặt Trời, với độ sáng tia X là 2 × 1027 ergs s−1 (2 × 1020 W) và nhiệt độ tinh miện ước tính là 2 × 106 K. Gió sao của ngôi sao này mở rộng ra phía ngoài, tạo ra một cung sóng xung kích ở khoảng cách 63 AU. Xuôi theo cung sóng xung kích này, sóng xung kích kết thúc đạt tới 140 AU từ ngôi sao.

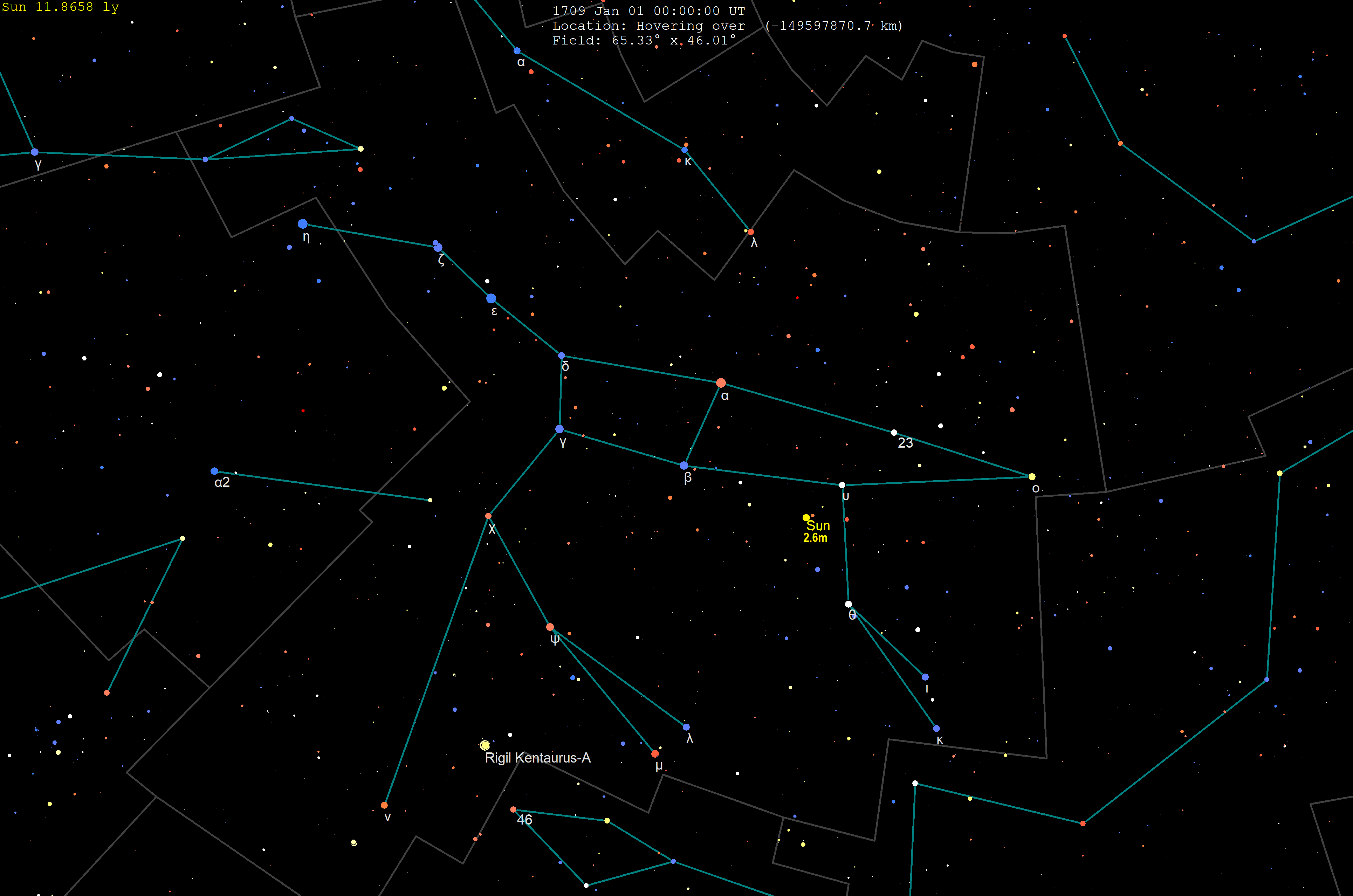
Vị trí của Mặt Trời và α Centauri trong chòm sao Đại Hùng khi nhìn từ ε Indi

Ngôi sao này có chuyển động riêng cao thứ ba trong số các ngôi sao có thể nhìn thấy bằng mắt thường, sau Groombridge 1830 và 61 Cygni, và đứng thứ chín khi xét tổng thể. Chuyển động này sẽ di chuyển ngôi sao này vào chòm sao Đỗ Quyên vào khoảng năm 2640. ε Indi A có vận tốc không gian tương đối so với Mặt Trời là 86 km/s, cao bất thường đối với những ngôi sao trẻ. Nó được cho là thành viên của nhóm di chuyển ε Indi gồm ít nhất là 16 quần thể sao. Đây là một sự kết hợp của các ngôi sao có vectơ vận tốc không gian tương tự, và do đó rất có thể hình thành cùng một lúc và cùng một vị trí. ε Indi sẽ tới gần nhất với Mặt Trời trong khoảng 17.500 năm tới khi nó đi qua điểm cận nhật ở khoảng cách 10,58 năm ánh sáng (3,245 parsec).
Khi được nhìn từ ε Indi, Mặt Trời là một ngôi sao có cấp sao biểu kiến là 2,6 trong chòm sao Đại Hùng, gần bát của Big Dipper.

### Đồng hành

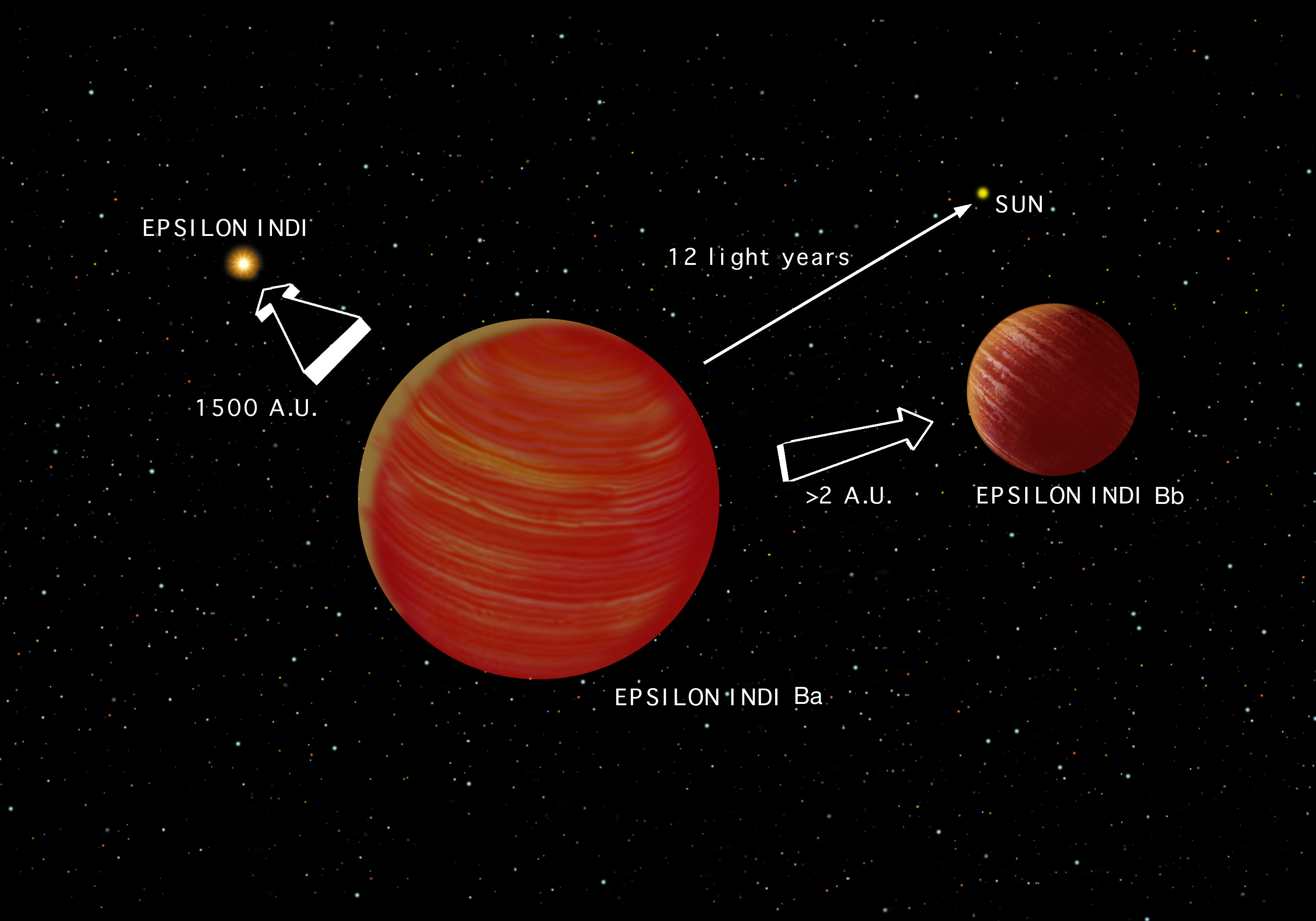
Hình cảm hứng nghệ sĩ về hệ thống Epsilon Indi chỉ ra Epsilon Indi A và các đồng hành sao đôi lùn nâu của nó.

Tháng 1 năm 2003, các nhà thiên văn học đã công bố phát hiện một sao lùn nâu có khối lượng từ 40 đến 60 khối lượng Sao Mộc trong quỹ đạo xung quanh ε Indi A ở khoảng cách ít nhất 1.500 AU. Tháng 8 năm 2003, các nhà thiên văn học đã phát hiện ra rằng sao lùn nâu này thực ra là một sao đôi lùn nâu, với sự chia tách biểu kiến là 2,1 AU và chu kỳ quỹ đạo khoảng 15 năm. Hai sao lùn nâu này thuộc lớp quang phổ T; với thành phần lớn hơn là ε Indi Ba thuộc loại quang phổ T1-T1.5 và thành phần nhỏ hơn là ε Indi Bb thuộc loại phổ T6.
Các mô hình tiến hóa đã được sử dụng để ước tính các đặc tính vật lý của các sao lùn nâu này từ các đo đạc quang phổ và trắc quang. Các dữ liệu này tạo ra tương ứng cho ε Indi Ba và ε Indi Bb khối lượng 47 ± 10 và 28 ± 7 lần khối lượng Sao Mộc, bán kính 0,091 ± 0,005 và 0,096 ± 0,005 bán kính Mặt Trời. Nhiệt độ hiệu dụng là 1.300–1.340 K và 880–940 K, trong khi hấp dẫn bề mặt log g (cm s−1) là 5,50 và 5,25, và độ sáng của chúng là 1,9 × 10−5 và 4,5 × 10−6 độ sáng của Mặt Trời. Chúng có độ kim loại ước tính [M/H] = –0,2.
Các đo đạc vận tốc xuyên tâm của Epsilon Indi do Endl et al. (2002) thực hiện dường như cho thấy xu hướng chỉ ra sự hiện diện của đồng hành hành tinh với chu kỳ quỹ đạo trên 20 năm. Một thiên thể á sao với khối lượng tối thiểu 1,6 khối lượng Sao Mộc và chia tách quỹ đạo khoảng 6,5 AU (tương tự như Sao Mộc) là trong phạm vi của các tham số của các dữ liệu xấp xỉ ở mức độ cao này.
Tìm kiếm trực quan bằng Kính viễn vọng rất lớn của ESO đã tìm thấy một ứng cử viên tiềm năng. Tuy nhiên, lần kiểm tra tiếp theo của NICMOS trên Kính viễn vọng không gian Hubble cho thấy đây là một thiên thể nền. Tính đến năm 2009, tìm kiếm đồng hành không nhìn thấy ở bước sóng 4 μm đã không phát hiện được một thiên thể quay quanh. Những quan sát này tiếp tục ràng buộc thiên thể giả định là gấp 5-20 lần khối lượng Sao Mộc, quay trên quỹ đạo từ 10–20 AU và có độ nghiêng lớn hơn 20°. Ngoài ra, nó cũng có thể là phần còn lại một ngôi sao kỳ dị.
Một nghiên cứu vận tốc xuyên tâm dài hơn, sử dụng quang phổ kế Echelle trên kính viễn vọng HARPS, theo sau các phát hiện của Endl et al. (2002), đã được xuất bản trong bài báo của M. Zechmeister et al. năm 2013. Các phát hiện mới này xác nhận rằng, trích dẫn bài báo, "Epsilon Ind A có một xu hướng dài hạn ổn định vẫn được giải thích bằng một đồng hành hành tinh". Nó trau chuốt phương hướng vận tốc xuyên tâm đã quan sát và chỉ ra sự hiện diện của một đồng hành hành tinh có chu kỳ quỹ đạo 45 năm. Một hành tinh khí khổng lồ với khối lượng tối thiểu 0,97 khối lượng Sao Mộc và chia tách quỹ đạo tối thiểu khoảng 9,0 AU có thể giải thích cho phương hướng đã quan sát. 9,0 AU là khoảng cách tương tự như của Sao Thổ. Điều này hoàn toàn không đủ điều kiện để coi hành tinh này là tương tự Sao Mộc thật sự vì nó quay trên quỹ đạo xa hơn đáng kể so với mốc 5,0 AU. Không chỉ vì nó quay trên quỹ đạo xa hơn Sao Mộc, mà ε Indi A còn mờ hơn Mặt Trời, nên nó sẽ chỉ nhận được cùng một lượng năng lượng trên mét vuông từ ε Indi A như Sao Thiên Vương nhận từ Mặt Trời. Phương hướng vận tốc xuyên tâm được quan sát trong tất cả các quan sát sử dụng kính viễn vọng HARPS cho đến nay nhưng do chu kỳ thời gian dài được dự đoán chỉ cho một quỹ đạo của thiên thể này xung quanh ε Indi A là trên 30 năm, nên độ che phủ pha trắc lượng học thiên thể vẫn chưa hoàn chỉnh.
Tháng 3 năm 2018, sự tồn tại của một hành tinh kiểu Sao Mộc trên quỹ đạo xung quanh ε Indi A đã được xác nhận bằng cách sử dụng các đo đạc vận tốc xuyên tâm. Với sự chia tách 3,3 giây cung từ ngôi sao chủ của nó, ε Indi Ab là ứng cử viên cho chụp hình ảnh trực tiếp của Kính thiên văn không gian James Webb.
Tháng 10 năm 2019, Feng et al. công bố quỹ đạo được cập nhật cho hành tinh này. Họ chỉ ra rằng quỹ đạo này là hơi lệch tâm, với độ lệch tâm khoảng 0,26. Khối lượng của hành tinh này là 3,25 lần khối lượng Sao Mộc, khoảng cách quỹ đạo của nó là 11,6 AU và chu kỳ quỹ đạo là 45 năm.
| Thiên thể đồng hành (thứ tự từ ngôi sao ra) | Khối lượng         | Bán trục lớn (AU) | Chu kỳ quỹ đạo (năm) | Độ lệch tâm      | Độ nghiêng         | Bán kính |
| ------------------------------------------- | ------------------ | ----------------- | -------------------- | ---------------- | ------------------ | -------- |
| b                                           | 3,25+0,39 −0,65 MJ | 11,55+0,98 −0,86  | 45,20+5,74 −4,77     | 0,26+0,07 −-0,03 | 64,25+13,80 −6,09° | —        |

Không có bức xạ hồng ngoại dư thừa nào có thể chỉ ra một đĩa mảnh vụn xung quanh ε Indi. Một đĩa mảnh vụn như vậy có thể được hình thành từ các va chạm của các vi thể hành tinh tồn tại từ giai đoạn đầu của đĩa tiền hành tinh của ngôi sao.